# Kenneth Roth
Pour les articles homonymes, voir Roth.
Kenneth Roth (né en 1955 à Elmhurst, Illinois) est un procureur général américain et directeur exécutif de Human Rights Watch de 1993 à 2022.

## Biographie
Diplômé de Yale et de Brown, il descend d'une famille juive de Francfort ayant fui le nazisme en 1938. 
De 1976 à 1977, il est garçon de café à Paris. En 1987, il est engagé par Aryeh Neier pour devenir directeur de HRW puis directeur général en 1993. Dans son combat contre les mines antipersonnel, en 1997, Human Rights Watch partage le prix Nobel de la paix. En 2013, il apporte son soutien à Edward Snowden et exhorte Barack Obama à abandonner les charges contre lui. Il est refoulé à la frontière égyptienne en août 2014
Kenneth Roth annonce son départ de Human Rights Watch en 2022.
En 2022, sa candidature à une chaire d'un an au Carr Center for Human Rights Policy (en) est bloquée par Douglas Elmendorf (en), le doyen de la John F. Kennedy School of Government de l'université Harvard. Elmendorf s'oppose à la nomination de Roth en raison de son « biais anti-Israël ». Une fois rendue publique, l'explication d'Elmendorf est critiquée par PEN America (en), l'ACLU et de nombreux étudiants et enseignants d'Harvard. Elmendorf change alors d'avis et propose une chaire à Roth,,.

## Prises de position et critiques
Le journaliste Maurice Lemoine lui reproche de « s’aligner systématiquement sur les visées de la politique extérieure des États-Unis ». Ainsi, en novembre 2019, Kenneth Roth a soutenu le renversement du président bolivien Evo Morales, déclarant : « Evo Morales a été la victime d’une contre-révolution destinée à défendre la démocratie contre une fraude électorale et sa propre candidature illégale. L’armée lui a retiré son appui parce qu’elle n’était pas prête à tirer sur le peuple pour le maintenir au pouvoir. »

## Récompenses
- Doctor of Humane Letters, université Brown, 2011
- Doctor of University, University of Ottawa, 2010
- Doctor of Laws, Bowdoin College, 2009
- William Rogers Award, université Brown, 2009
- Jean Mayer Global Citizenship Award, université Tufts, 2004

## Articles
- « No Safe Haven? », Foreign Policy, 26 mai 2011
- « New Laws Needed To Protect Social Media », Global Post, 14 avril 2011
- « Falling for Empty Talk on Human Rights », International Herald Tribune, 21 janvier 2011
- « Eat, Drink Human Rights », Los Angeles Times, 23 janvier 2011
- « 9/11 Justice for New Yorkers », Guardian, 16 novembre 2010.
- « Canada no longer leads on human rights », Ottawa Citizen, 15 octobre 2010.
- “The Abusers’ Reaction: Intensifying Attacks on Human Rights Defenders, Organizations, and Institutions,” Brown Journal of World Affairs, printemps-été 2010.
- “Empty Promises?  Obama’s Hesitant Embrace of Human Rights,” Foreign Affairs, mars–avril 2010.
- “Geneva Conventions Still Hold Up,” Foreign Policy in Focus, 30 déc. 2009.
- “Don’t smear the messenger,” Jerusalem Post, 25 août 2009.
- “Death Squads: A Murderous Plague,” Far Eastern Economic Review, 20 mai 2009.
- “The power of horror in Rwanda,” Los Angeles Times, 11 avril 2009.
- “Justice or impunity: What will Kenya choose?” East African, 3 avril 2009.
- “G20: The summit must not forget human rights,” Guardian.com, 2 avril 2009.
- “Ballots and Bullets,” New York Times Book Review, 22 mars 2009.